# Чжан Мінь (веслувальниця)
Чжан Мінь (кит.: 张敏; нар. 20 червня 1993) — китайська веслувальниця, бронзова призерка Олімпійських ігор 2020 року.

## Виступи на Олімпіадах
| Олімпіада           | Дисципліна | Місце |
| ------------------- | ---------- | ----- |
| Ріо-де-Жанейро 2016 | двійки     | 7     |
| Токіо 2020          | вісімки    | 3     |

## Зовнішні посилання
- Чжан Мінь — олімпійська статистика на сайті Sports-Reference.com (англ.) (архівна версія)
- Чжан Мінь [Архівовано 10 січня 2021 у Wayback Machine.] на сайті FISA.